# Romain Pigeaud
Pour les articles homonymes, voir Pigeaud.
Romain Pigeaud est un archéologue, préhistorien français spécialiste de l'art pariétal, et éditeur scientifique, né le 31 mars 1972 à Nantes.

## Biographie
Après avoir fait des études d'archéologie préhistorique à l'Université de Paris X-Nanterre où il s'est spécialisé dans l'art pariétal, il a soutenu en 2011 au Muséum national d'histoire naturelle de Paris une thèse de doctorat sur Les représentations de la grotte ornée Mayenne-Sciences : (Thorigné-en-Charnie, Mayenne) dans leur cadre archéologique et régional, il devient boursier de la Fondation Fyssen. Il effectue en 2003 une mission à l'Université de Valence (Espagne) où il procède à l'étude des gravures de chevaux sur plaquettes gravées de la Grotte du Parpalló (Valence). Il a soutenu en 2023 à l'EHESS son Habilitation à diriger les Recherches. Le titre de son mémoire original est "Le concept de grotte ornée".
De 2002 à 2006 il devient avec Jérôme Primault, coresponsable à la Grotte du Moulin de Laguenay (Lissac-sur-Couze, en Corrèze) et étudie des représentations et fouilles d'un niveau d'occupation sous la paroi peinte. En 2005, il dirige l'équipe qui découvre le caractère historié de la Grotte Margot située dans la vallée de l'Erve sur le site des Grottes de Saulges en Mayenne et codirige l'étude de l'art pariétal et mobilier de la Grotte des Gorges (Amange, dans le Jura).
De 2010 à 2020, il est responsable d'opérations puis coresponsable d'opérations à la grotte du Sorcier (Saint-Cirq-du-Bugue, en Dordogne) en collaboration avec Estelle Bougard et Florian Berrouet.
De 2008 à 2015, il est directeur éditorial des Éditions Errance, puis rédacteur en chef adjoint de la revue Archeologia de juin à octobre 2015.
Il préside depuis 2016 la S.A.S. Tautem, maison d'éditions, de diffusion et de distribution.
Professeur certifié de Lettres Modernes, il enseigne actuellement au collège Pierre Fanlac, à Belvès (Dordogne).

## Publications
- Lascaux, histoire et archéologie d'un joyau préhistorique, CNRS Éditions, 2017, 192 p. ,  (ISBN 2271115809).
- Histoires d'ancêtres. La grande aventure de la Préhistoire. (En collaboration avec : D. Grimaud-Hervé, F. Serre, J-J. Bahain, R. Nespoulet, ).Arles, Editions Errance, 144 p. 2015  (ISBN 2877725901)

### Publications à destination du grand public
- Néandertal versus Cro-Magnon. Illustrations Eric Le Brun. Rennes, Editions: Ouest-France, collection "Histoire", 2019, 31 p.  (ISBN 2737379326).
- Menhirs, dolmens et allées couvertes. Rennes, Editions: Ouest-France, collection "Histoire", 2019, 31 p.  (ISBN 273737927X).
- La Préhistoire dans l'Ouest. des mammouths aux menhirs. Rennes, Editions: Ouest-France, collection "Histoire", 2007, 128 p. Réédité en 2015.  (ISBN 2737366771)
- Comment reconstituer la Préhistoire? . Paris, Editions :EDP Sciences, collection "Bulles de Sciences", 44fig. 2007 183 p.  (ISBN 2868839215). Prix  La Science se Livre 2008.
- A la découverte du savoir de nos ancêtres. Ouvrage collectif Paris, Sélection Reader's Digest, direction Frédéric Denhez, 2005. 351p. (ISBN 2709817047)
- Cosquer, la grotte inattendue. Rennes, Editions: Ouest-France, collection "Histoire", 2022, 32 p.
- (ISBN 978-2-7373-8661-9)

### Livres pour la jeunesse et le grand public
- Préhistoire. Paris, Editions: Fleurus, collection "Docu Dys", 48 p. 2020  (ISBN 2215172991)
- Les Gallo-Romains. Co auteur Alain Génot. Paris, Editions: Fleurus, collection "Voir avec un drone", 63 p. 2018  (ISBN 2215137681).
- La Préhistoire. Paris, Editions: Fleurus, collection "Tout en frise", 22 p. 2017  (ISBN 2215151641).
- L'Antiquité.Paris, Editions: Fleurus, collection " Cherche l'erreur", 34p. 2017  (ISBN 2215151374).
- La Préhistoire. Paris, Editions: Fleurus, collection "Tout savoir en un clin d'œil". 34 p. 2016  (ISBN 221515666X)
- Préhistoire. Paris, Editions: Fleurus, collection "Voir 6-9 ans".50 p. 2015  (ISBN 2215154853)
- Sacrilège de la main rouge. (En collaboration avec: Nord L., Ramirez M., Dessource J.). Paris, Editions: Nathan coll. "l'énigme des vacances", 96p 2007  (ISBN 2091873829)
- Le Dico de la Préhistoire. Paris, Editions: La Martinière Jeunesse, 126 p. Réimprimé. Traduit en espagnol.  (ISBN 2732433497)
- Les origines de l' Homme. Tout ce qu'on sait et comment on le sait. ( En collaboration avec: D. Grimaud-Hervè, F. Détroit ). Paris, Editions: La Martinière Jeunesse, 188 p. 2005  (ISBN 2732432474).
- Les premiers Hommes. Paris, Editions: Play Bac, collection " Déplimémo des Incollables ". Frise chronologique et visuelle. (ISBN 2842037308)

### Publications collectives
- 2021 : "Plaquettes gravées", in Stéphan Huingant et Rozenn Colleter dir. Le Solutréen de La vallée de l'Erve (Mayenne): dix ans de recherches dans la Grotte Rochefort, Paris, Mémoire de la société Préhistorique Française, n° 67, p. 286-312 .  (ISBN 2913745822)
- 2019 : "Vers une ontologie des Paléolithiques, L'apport de Philippe Descola à l'étude de l'art paléolithique", (En collaboration avec : Lahaye, R.), in Geremia Cometti, Pierre Leroux, Taziana Manicone, Natassja Martin, Au seuil de la forêt. Hommage à Philippe Descola, l'anthropologue de la nature. Mirebeu-sur-Bèze, editions : Tautem, p. 808-827.  (ISBN 979-10-97230-27-2)
- 2018 : "Les plaquettes gravées solutréennes de la grotte Rochefort (Mayenne)", in Marcel Otte (dir.), Les Solutréens; Arles, Editions: Errance, collection "civilisations et cultures", p. 97-104  (ISBN 978-2-87772-606-1)
- 2018 : "Miroir et puissance: l' Aurochs et le Bison dans l'art paléolithique", in A. Smolderen, M. Gillard, P. Cattelain, Disparus? les mammifères au temps de Cro-Magnon en Europe, catalogue de l'exposition au Musée du Malgré-Tout, Treignes, mai-novembre 2018, p. 101-118
- 2016 : "Chronologie et imaginaire: éléments de Préhistoire flottante", in Collectif, Du Silex au gobelet en plastique. Réflexions sur les limites chronologiques de l'archéologie. Bordeaux, Editions: Fedora, p. 157-175.
- 2016 : "Frère des cavernes, in Jean-Jacques Cleyet-Merle (dir.), Hommage à Norbert Aujoulat, hors-série PALEO, p.13-17.2016 Testart, A. Art et religion, de Chauvet à Lascaux. Paris, Editions: Gallimard, collection "Bibliothèque illustrée des histoires". DAO, correction et recherches iconographiques
- 2016 : "Préface, in G. Rigal, Le temps sacré des cavernes. Paris, Editions: José Corti, collection , Biophilia, p.9-10.
- 2015 : "Alain Roussot contre André Leroi-Gourhan ?", in Jean-Pierre Duhard (dir.), Hommages à Alain Roussot, hors-série Préhistoire du Sud-Ouest, (22) p. 145-150
- 2014 : "Cadrages: inscription de la représentation dans les limites physiques du support", (En collaboration avec L. Mons) in Lucette Mons, Stephane Péan, Romain Pigeaud (dir.), Matières d'art. Représentations préhistoriques et supports osseux, relations et contraintes. Fiche de la Commission de Nomenclature sur l'Industrie de l'Os préhistorique, cahier XIII, Arles, Editions: Errance, p. 27-28
- 2014 : "Modèles d'analyse" (En collaboration avec L. Mons) in Lucette Mons, Stephane Péan, Romain Pigeaud (dir.), Matières d'art. Représentations préhistoriques et supports osseux, relations et contraintes. Fiche de la Commission de Nomenclature sur l'Industrie de l'Os préhistorique, cahier XIII, Arles, Editions: Errance, p. 29-32